# Campeonato Mundial de Voleibol Femenino Sub-19 de 2023
El Campeonato Mundial de Voleibol Femenino Sub-19 de 2023 fue la XVIII edición del torneo mundial de selecciones nacionales femeninas categoría sub-19 de la Federación Internacional de Voleibol (FIVB). Se desarrolló en Hungría y Croacia, en las ciudades de Szeged y Osijek, del 1 al 11 de agosto de 2023.
Se trató de la primera edición del torneo con la nueva edad máxima de 18 años dispuesta por la FIVB, permitiendo jugadoras nacidas en o antes del 1 de febrero de 2005. El defensor del título, Rusia, fue excluido de toda competencia por una sanción de la FIVB tras la invasión a Ucrania, por lo que no formó parte del torneo.

## País anfitrión y ciudad sede
En junio de 2022 la FIVB abrió el proceso de selección para los cuatro torneos juveniles a disputarse en 2023 (U19 y U21, tanto en masculino como en femenino). Las ofertas debían recibirse a más tardar el 29 de julio de 2022. El 24 de enero la FIVB anunció las sedes de los cuatro torneos, seleccionando a la candidatura conjunta de Croacia e Hungría para el campeonato Sub-19 femenino. Está fue la primera ocasión que un campeonato sub-19 fue coorganizado por dos países y la segunda vez que Croacia actuó como anfitrión, tras haberlo hecho en 2001. Por su parte, fue la primera vez que Hungría organizó una competición FIVB.

## Calificación
El torneo se planeó originalmente con 20 equipos, sin embargo, junto con el anuncio de las sedes la FIVB anunció la expansión de la competencia a 24 equipos, en pos de «facilitar la co-organización».
Además de los dos equipos anfitriones, otros 19 equipos clasificaron a través de competencias continentales que según normas de la FIVB debían terminar a más tardar el 31 de diciembre de 2022. Los tres equipos restantes ingresaron al torneo a través del ranking FIVB para selecciones U21.
Las plazas se distribuyeron de la siguiente forma:
- AVC (Asia y Oceanía): 4
- CAVB (África): 2 (tres luego de la ampliación de plazas)
- CEV (Europa): 6
- CSV (Sudamérica): 2 (cuatro luego de la ampliación de plazas)
- NORCECA (América del Norte, Centro y el Caribe): 4 (cinco luego de la ampliación de plazas)
- Países anfitriones: 2

| Confederación                                    | Torneo calificatorio                                                | Equipo clasificado   | Participaciones | Participaciones | Participaciones | Mejor performance                |
| Confederación                                    | Torneo calificatorio                                                | Equipo clasificado   | Total           | Primera         | Última          | Mejor performance                |
| ------------------------------------------------ | ------------------------------------------------------------------- | -------------------- | --------------- | --------------- | --------------- | -------------------------------- |
| AVC (Asia y Oceanía)                             | Campeonato asiático U18 de 2022 ( Nakhon Pathom, 6 al 23 de junio)  | Japón                | 15              | 1989            | 2019            | Campeón (1995, 1999)             |
| AVC (Asia y Oceanía)                             | Campeonato asiático U18 de 2022 ( Nakhon Pathom, 6 al 23 de junio)  | China                | 13              | 1995            | 2019            | Campeón (2001, 2003, 2007, 2013) |
| AVC (Asia y Oceanía)                             | Campeonato asiático U18 de 2022 ( Nakhon Pathom, 6 al 23 de junio)  | Corea del Sur        | 13              | 1989            | 2019            | Campeón (1991)                   |
| AVC (Asia y Oceanía)                             | Campeonato asiático U18 de 2022 ( Nakhon Pathom, 6 al 23 de junio)  | Tailandia            | 10              | 1997            | 2021            | Quinto (1997)                    |
| CAVB (África)                                    | Campeonato africano U19 de 2022 ( Abuya, 2 al 5 de septiembre)      | Egipto               | 10              | 1993            | 2021            | Noveno (1993, 2005)              |
| CAVB (África)                                    | Campeonato africano U19 de 2022 ( Abuya, 2 al 5 de septiembre)      | Camerún              | 3               | 2019            | 2021            | Décimo noveno (2019, 2021)       |
| CAVB (África)                                    | Ranking femenino U19 FIVB                                           | Nigeria              | 3               | 1997            | 2021            | Décimo tercero (1997)            |
| CEV (Europa)                                     | Campeonato europeo U17 de 2022 ( Hradec Králové, 16 al 24 de julio) | Italia               | 15              | 1995            | 2021            | Campeón (2015, 2017)             |
| CEV (Europa)                                     | Campeonato europeo U17 de 2022 ( Hradec Králové, 16 al 24 de julio) | Turquía              | 11              | 1993            | 2021            | Campeón (2011)                   |
| CEV (Europa)                                     | Campeonato europeo U17 de 2022 ( Hradec Králové, 16 al 24 de julio) | Alemania             | 6               | 2007            | 2017            | Quinto (2011)                    |
| CEV (Europa)                                     | Campeonato europeo U17 de 2022 ( Hradec Králové, 16 al 24 de julio) | Serbia               | 9               | 2003            | 2021            | Subcampeón (2009)                |
| CEV (Europa)                                     | Campeonato europeo U17 de 2022 ( Hradec Králové, 16 al 24 de julio) | Polonia              | 11              | 1991            | 2021            | Tercer lugar (2001)              |
| CEV (Europa)                                     | Campeonato europeo U17 de 2022 ( Hradec Králové, 16 al 24 de julio) | Bulgaria             | 5               | 1989            | 2021            | Quinto (1989)                    |
| CEV (Europa)                                     | Países anfitriones                                                  | Croacia              | 5               | 1999            | 2005            | Quinto (2003)                    |
| CEV (Europa)                                     | Países anfitriones                                                  | Hungría              | 2               | 2003            | 2003            | Décimo tercero (2003)            |
| CSV (Sudamérica)                                 | Campeonato Sudamericano Sub-19 de 2022 ( La Paz, 2 al 7 de octubre) | Argentina            | 13              | 1989            | 2021            | Séptimo lugar (1991, 2017)       |
| CSV (Sudamérica)                                 | Campeonato Sudamericano Sub-19 de 2022 ( La Paz, 2 al 7 de octubre) | Brasil               | 18 (todas)      | 1989            | 2021            | Campeón (1997, 2005, 2009)       |
| CSV (Sudamérica)                                 | Campeonato Sudamericano Sub-19 de 2022 ( La Paz, 2 al 7 de octubre) | Chile                | 1               | Debut           | Debut           | Ninguna                          |
| CSV (Sudamérica)                                 | Ranking femenino U19 FIVB                                           | Perú                 | 10              | 1989            | 2021            | Cuarto lugar (1993, 2013)        |
| NORCECA (América del Norte, Central y el Caribe) | Copa panamericana juvenil de 2022 ( Tulsa, 18 al 23 de julio)       | Estados Unidos       | 13              | 1989            | 2021            | Campeón (2019)                   |
| NORCECA (América del Norte, Central y el Caribe) | Copa panamericana juvenil de 2022 ( Tulsa, 18 al 23 de julio)       | República Dominicana | 9               | 1997            | 2021            | Subcampeón (2017)                |
| NORCECA (América del Norte, Central y el Caribe) | Copa panamericana juvenil de 2022 ( Tulsa, 18 al 23 de julio)       | Puerto Rico          | 8               | 1991            | 2021            | Décimo (1991)                    |
| NORCECA (América del Norte, Central y el Caribe) | Copa panamericana juvenil de 2022 ( Tulsa, 18 al 23 de julio)       | México               | 11              | 1993            | 2021            | Noveno (1993, 2009)              |
| NORCECA (América del Norte, Central y el Caribe) | Ranking femenino U19 FIVB                                           | Canadá               | 4               | 1989            | 2021            | Décimo primero (1989)            |

## Modo de disputa
Los 24 equipos fueron distribuidos en cuatro grupos de seis selecciones cada uno. Los cuatro primeros de cada grupo avanzaron a los octavos de final, mientras que los eliminados continuaron compitiendo para definir el resto de las posiciones. La selección de Nigeria no se presentó al certamen por lo que todos sus partidos le fueron dados por perdidos por un resultado de 3-0 (25-0, 25-0, 25-0).

## Grupos
| Grupo A                                      | Grupo B                                                           | Grupo C                                      | Grupo D                                                  |
| -------------------------------------------- | ----------------------------------------------------------------- | -------------------------------------------- | -------------------------------------------------------- |
| Argentina Hungría Egipto Camerún China Chile | Croacia Turquía República Dominicana Nigeria Alemania Puerto Rico | Italia Brasil Tailandia Perú Canadá Bulgaria | Estados Unidos Serbia Polonia México Corea del Sur Japón |

## Resultados

### Grupo A
– Clasificados a los octavos de final.      – Clasificados a los playoffs del 17.º al 24.º puesto.
| Pos. | Equipo    | Partidos | Partidos | Partidos | Pts. | Sets | Sets | Sets  | Puntos | Puntos | Puntos |
| Pos. | Equipo    | PJ       | PG       | PP       | Pts. | SG   | SP   | Ratio | PG     | PP     | Ratio  |
| ---- | --------- | -------- | -------- | -------- | ---- | ---- | ---- | ----- | ------ | ------ | ------ |
| 1.º  | China     | 5        | 5        | 0        | 15   | 15   | 0    | MAX   | 375    | 229    | 1.637  |
| 2.º  | Argentina | 5        | 4        | 1        | 11   | 12   | 5    | 2.400 | 384    | 340    | 1.129  |
| 3.º  | Hungría   | 5        | 3        | 2        | 9    | 11   | 8    | 1.375 | 407    | 383    | 1.062  |
| 4.º  | Egipto    | 5        | 2        | 3        | 7    | 8    | 9    | 0.888 | 369    | 365    | 1.010  |
| 5.º  | Chile     | 5        | 1        | 4        | 3    | 3    | 13   | 0.230 | 293    | 376    | 0.779  |
| 6.º  | Camerún   | 5        | 0        | 5        | 0    | 1    | 15   | 0.066 | 260    | 395    | 0.658  |

Actualizado al 07-08-2023. Fuente: FIVB
Todos los horarios están expresados en hora local
| 1 de agosto 15:00 | Argentina | 0 : 3                           | China | Pick Aréna, Szeged, Hungría |  |
|                   |           | ( 12-25, 18-25, 20-25 ) Reporte |       |                             |  |

| 1 de agosto 18:00 | Hungría | 3 : 0                           | Chile | Pick Aréna, Szeged, Hungría |  |
|                   |         | ( 25-17, 25-11, 25-18 ) Reporte |       |                             |  |

| 1 de agosto 21:00 | Egipto | 3 : 0                           | Camerún | Pick Aréna, Szeged, Hungría |  |
|                   |        | ( 25-20, 25-13, 25-17 ) Reporte |         |                             |  |

| 2 de agosto 15:00 | Egipto | 3 : 0                           | Chile | Pick Aréna, Szeged, Hungría |  |
|                   |        | ( 25-15, 25-19, 25-21 ) Reporte |       |                             |  |

| 2 de agosto 18:00 | Hungría | 0 : 3                           | China | Pick Aréna, Szeged, Hungría |  |
|                   |         | ( 22-25, 20-25, 17-25 ) Reporte |       |                             |  |

| 2 de agosto 21:00 | Argentina | 3 : 0                           | Camerún | Pick Aréna, Szeged, Hungría |  |
|                   |           | ( 25-16, 25-19, 25-12 ) Reporte |         |                             |  |

| 3 de agosto 15:00 | China | 3 : 0                           | Chile | Pick Aréna, Szeged, Hungría |  |
|                   |       | ( 25-18, 25-14, 25-10 ) Reporte |       |                             |  |

| 3 de agosto 18:00 | Hungría | 3 : 0                           | Camerún | Pick Aréna, Szeged, Hungría |  |
|                   |         | ( 25-17, 25-20, 25-15 ) Reporte |         |                             |  |

| 3 de agosto 21:00 | Egipto | 0 : 3                           | Argentina | Pick Aréna, Szeged, Hungría |  |
|                   |        | ( 30-32, 20-25, 18-25 ) Reporte |           |                             |  |

| 5 de agosto 15:00 | Argentina | 3 : 0                           | Chile | Pick Aréna, Szeged, Hungría |  |
|                   |           | ( 25-22, 25-15, 25-18 ) Reporte |       |                             |  |

| 5 de agosto 18:00 | Hungría | 3 : 2                                         | Egipto | Pick Aréna, Szeged, Hungría |  |
|                   |         | ( 20-25, 18-25, 25-23, 25-22, 15-13 ) Reporte |        |                             |  |

| 5 de agosto 21:00 | Camerún | 0 : 3                          | China | Pick Aréna, Szeged, Hungría |  |
|                   |         | ( 14-25, 12-25, 9-25 ) Reporte |       |                             |  |

| 6 de agosto 15:00 | Egipto | 0 : 3                           | China | Pick Aréna, Szeged, Hungría |  |
|                   |        | ( 11-25, 18-25, 14-25 ) Reporte |       |                             |  |

| 6 de agosto 18:00 | Camerún | 1 : 3                                  | Chile | Pick Aréna, Szeged, Hungría |  |
|                   |         | ( 25-20, 19-25, 17-25, 15-25 ) Reporte |       |                             |  |

| 6 de agosto 21:00 | Hungría | 2 : 3                                        | Argentina | Pick Aréna, Szeged, Hungría |  |
|                   |         | ( 20-25, 20-25, 25-22, 25-15, 5-15 ) Reporte |           |                             |  |

### Grupo B
– Clasificados a los octavos de final.      – Clasificados a los playoffs del 17.º al 24.º puesto.
| Pos. | Equipo               | Partidos | Partidos | Partidos | Pts. | Sets | Sets | Sets  | Puntos | Puntos | Puntos |
| Pos. | Equipo               | PJ       | PG       | PP       | Pts. | SG   | SP   | Ratio | PG     | PP     | Ratio  |
| ---- | -------------------- | -------- | -------- | -------- | ---- | ---- | ---- | ----- | ------ | ------ | ------ |
| 1.º  | Turquía              | 5        | 5        | 0        | 15   | 15   | 0    | MAX   | 375    | 208    | 1.802  |
| 2.º  | Croacia              | 5        | 4        | 1        | 12   | 12   | 5    | 2.400 | 397    | 295    | 1.345  |
| 3.º  | Puerto Rico          | 5        | 2        | 3        | 6    | 8    | 9    | 0.888 | 371    | 328    | 1.131  |
| 4.º  | República Dominicana | 5        | 2        | 3        | 6    | 8    | 10   | 0.800 | 393    | 339    | 1.159  |
| 5.º  | Alemania             | 5        | 2        | 3        | 6    | 6    | 10   | 0.600 | 322    | 313    | 1.028  |
| 6.º  | Nigeria              | 5        | 0        | 5        | 0    | 0    | 15   | 0.000 | 0      | 375    | 0.000  |

Actualizado al 07-08-2023. Fuente: FIVB
Todos los horarios están expresados en hora local
| 1 de agosto 15:00 | Turquía | 3 : 0                        | Nigeria | Pabellón Gradski vrt, Osijek, Croacia |  |
|                   |         | ( 25-0, 25-0, 25-0 ) Reporte |         |                                       |  |

| 1 de agosto 18:00 | Croacia | 3 : 0                           | Alemania | Pabellón Gradski vrt, Osijek, Croacia |  |
|                   |         | ( 25-16, 25-16, 25-22 ) Reporte |          |                                       |  |

| 1 de agosto 21:00 | República Dominicana | 3 : 1                                  | Puerto Rico | Pabellón Gradski vrt, Osijek, Croacia |  |
|                   |                      | ( 25-21, 21-25, 25-13, 25-22 ) Reporte |             |                                       |  |

| 2 de agosto 15:00 | Turquía | 3 : 0                           | Puerto Rico | Pabellón Gradski vrt, Osijek, Croacia |  |
|                   |         | ( 25-18, 25-20, 25-16 ) Reporte |             |                                       |  |

| 2 de agosto 18:00 | Croacia | 3 : 0                        | Nigeria | Pabellón Gradski vrt, Osijek, Croacia |  |
|                   |         | ( 25-0, 25-0, 25-0 ) Reporte |         |                                       |  |

| 2 de agosto 21:00 | República Dominicana | 1 : 3                                  | Alemania | Pabellón Gradski vrt, Osijek, Croacia |  |
|                   |                      | ( 24-26, 25-15, 16-25, 23-25 ) Reporte |          |                                       |  |

| 3 de agosto 15:00 | Turquía | 3 : 0                           | República Dominicana | Pabellón Gradski vrt, Osijek, Croacia |  |
|                   |         | ( 25-19, 25-20, 25-15 ) Reporte |                      |                                       |  |

| 3 de agosto 18:00 | Croacia | 3 : 1                                  | Puerto Rico | Pabellón Gradski vrt, Osijek, Croacia |  |
|                   |         | ( 23-25, 25-21, 25-20, 25-20 ) Reporte |             |                                       |  |

| 3 de agosto 21:00 | Alemania | 3 : 0                        | Nigeria | Pabellón Gradski vrt, Osijek, Croacia |  |
|                   |          | ( 25-0, 25-0, 25-0 ) Reporte |         |                                       |  |

| 5 de agosto 15:00 | Puerto Rico | 3 : 0                        | Nigeria | Pabellón Gradski vrt, Osijek, Croacia |  |
|                   |             | ( 25-0, 25-0, 25-0 ) Reporte |         |                                       |  |

| 5 de agosto 18:00 | Croacia | 3 : 1                                  | República Dominicana | Pabellón Gradski vrt, Osijek, Croacia |  |
|                   |         | ( 25-21, 25-15, 17-25, 25-19 ) Reporte |                      |                                       |  |

| 5 de agosto 21:00 | Turquía | 3 : 0                           | Alemania | Pabellón Gradski vrt, Osijek, Croacia |  |
|                   |         | ( 25-11, 25-13, 25-19 ) Reporte |          |                                       |  |

| 6 de agosto 15:00 | República Dominicana | 3 : 0                        | Nigeria | Pabellón Gradski vrt, Osijek, Croacia |  |
|                   |                      | ( 25-0, 25-0, 25-0 ) Reporte |         |                                       |  |

| 6 de agosto 18:00 | Puerto Rico | 3 : 0                           | Alemania | Pabellón Gradski vrt, Osijek, Croacia |  |
|                   |             | ( 25-22, 25-22, 25-15 ) Reporte |          |                                       |  |

| 6 de agosto 21:00 | Croacia | 3 : 0                           | Turquía | Pabellón Gradski vrt, Osijek, Croacia |                                   |
|                   |         | ( 20-25, 19-25, 18-25 ) Reporte |         | Árbitro(s): Dominga Lot Koen Luts     | Árbitro(s): Dominga Lot Koen Luts |

### Grupo C
– Clasificados a los octavos de final.      – Clasificados a los playoffs del 17.º al 24.º puesto.
| Pos. | Equipo    | Partidos | Partidos | Partidos | Pts. | Sets | Sets | Sets  | Puntos | Puntos | Puntos |
| Pos. | Equipo    | PJ       | PG       | PP       | Pts. | SG   | SP   | Ratio | PG     | PP     | Ratio  |
| ---- | --------- | -------- | -------- | -------- | ---- | ---- | ---- | ----- | ------ | ------ | ------ |
| 1.º  | Italia    | 5        | 5        | 0        | 15   | 15   | 3    | 5.000 | 451    | 343    | 1.314  |
| 2.º  | Bulgaria  | 5        | 4        | 1        | 12   | 13   | 4    | 3.250 | 393    | 352    | 1.116  |
| 3.º  | Brasil    | 5        | 3        | 2        | 9    | 11   | 6    | 1.833 | 409    | 349    | 1.171  |
| 4.º  | Tailandia | 5        | 2        | 3        | 6    | 6    | 10   | 0.600 | 339    | 343    | 0.988  |
| 5.º  | Perú      | 5        | 1        | 4        | 2    | 4    | 14   | 0.285 | 327    | 430    | 0.760  |
| 6.º  | Canadá    | 5        | 0        | 5        | 1    | 3    | 15   | 0.200 | 324    | 426    | 0.760  |

Actualizado al 07-08-2023. Fuente: FIVB
Todos los horarios están expresados en hora local
| 1 de agosto 15:05 | Italia | 3 : 1                                 | Bulgaria | Pick Aréna, Szeged, Hungría                              |                                                          |
|                   |        | ( 25-15, 25-19, 23-25, 25-9 ) Reporte |          | Árbitro(s): Yavuz Akdemir (TUR), Doszhan Ualkhanov (KAZ) | Árbitro(s): Yavuz Akdemir (TUR), Doszhan Ualkhanov (KAZ) |

| 1 de agosto 18:05 | Brasil | 3 : 0                           | Canadá | Pick Aréna, Szeged, Hungría |  |
|                   |        | ( 25-23, 25-11, 25-16 ) Reporte |        |                             |  |

| 1 de agosto 21:05 | Tailandia | 3 : 0                          | Perú | Pick Aréna, Szeged, Hungría |  |
|                   |           | ( 25-10, 29-27, 25-9 ) Reporte |      |                             |  |

| 2 de agosto 15:05 | Italia | 3 : 0                           | Canadá | Pick Aréna, Szeged, Hungría |  |
|                   |        | ( 25-12, 25-14, 25-19 ) Reporte |        |                             |  |

| 2 de agosto 18:05 | Brasil | 3 : 0                           | Perú | Pick Aréna, Szeged, Hungría |  |
|                   |        | ( 25-13, 25-17, 25-16 ) Reporte |      |                             |  |

| 2 de agosto 21:05 | Tailandia | 0 : 3                           | Bulgaria | Pick Aréna, Szeged, Hungría |  |
|                   |           | ( 22-25, 20-25, 20-25 ) Reporte |          |                             |  |

| 3 de agosto 15:05 | Italia | 3 : 1                                  | Perú | Pick Aréna, Szeged, Hungría |  |
|                   |        | ( 25-18, 22-25, 25-17, 25-15 ) Reporte |      |                             |  |

| 3 de agosto 18:05 | Brasil | 3 : 0                           | Tailandia | Pick Aréna, Szeged, Hungría |  |
|                   |        | ( 25-13, 25-21, 25-15 ) Reporte |           |                             |  |

| 3 de agosto 21:05 | Canadá | 0 : 3                           | Bulgaria | Pick Aréna, Szeged, Hungría |  |
|                   |        | ( 14-25, 25-27, 14-25 ) Reporte |          |                             |  |

| 5 de agosto 15:05 | Italia | 3 : 0                           | Tailandia | Pick Aréna, Szeged, Hungría |  |
|                   |        | ( 25-17, 25-17, 25-19 ) Reporte |           |                             |  |

| 5 de agosto 18:05 | Brasil | 1 : 3                                  | Bulgaria | Pick Aréna, Szeged, Hungría |  |
|                   |        | ( 12-25, 20-25, 25-21, 25-27 ) Reporte |          |                             |  |

| 5 de agosto 21:05 | Perú | 3 : 2                                         | Canadá | Pick Aréna, Szeged, Hungría |  |
|                   |      | ( 25-20, 22-25, 16-25, 25-22, 15-12 ) Reporte |        |                             |  |

| 6 de agosto 15:05 | Italia | 3 : 1                                  | Brasil | Pick Aréna, Szeged, Hungría                               |                                                           |
|                   |        | ( 25-27, 26-24, 25-23, 30-28 ) Reporte |        | Árbitro(s): Magdalena Niewiarowska (POL), Tudor Pop (ROU) | Árbitro(s): Magdalena Niewiarowska (POL), Tudor Pop (ROU) |

| 6 de agosto 18:05 | Tailandia | 3 : 1                                  | Canadá | Pick Aréna, Szeged, Hungría |  |
|                   |           | ( 25-11, 21-25, 25-22, 25-14 ) Reporte |        |                             |  |

| 6 de agosto 21:05 | Perú | 0 : 3   | Bulgaria | Pick Aréna, Szeged, Hungría |  |
|                   |      | Reporte |          |                             |  |

### Grupo D
– Clasificados a los octavos de final.      – Clasificados a los playoffs del 17.º al 24.º puesto.
| Pos. | Equipo         | Partidos | Partidos | Partidos | Pts. | Sets | Sets | Sets  | Puntos | Puntos | Puntos |
| Pos. | Equipo         | PJ       | PG       | PP       | Pts. | SG   | SP   | Ratio | PG     | PP     | Ratio  |
| ---- | -------------- | -------- | -------- | -------- | ---- | ---- | ---- | ----- | ------ | ------ | ------ |
| 1.º  | Estados Unidos | 5        | 5        | 0        | 13   | 15   | 5    | 3.000 | 458    | 398    | 1.150  |
| 2.º  | Japón          | 5        | 4        | 1        | 11   | 12   | 7    | 1.714 | 440    | 381    | 1.154  |
| 3.º  | Polonia        | 5        | 3        | 2        | 8    | 11   | 9    | 1.222 | 436    | 420    | 1.038  |
| 4.º  | Corea del Sur  | 5        | 2        | 3        | 6    | 9    | 11   | 0.818 | 416    | 437    | 0.951  |
| 5.º  | Serbia         | 5        | 1        | 4        | 7    | 11   | 12   | 0.916 | 462    | 468    | 0.987  |
| 6.º  | México         | 5        | 0        | 5        | 0    | 1    | 15   | 0.066 | 289    | 397    | 0.727  |

Actualizado al 07-08-2023. Fuente: FIVB
Todos los horarios están expresados en hora local
| 1 de agosto 15:00 | Estados Unidos | 3 : 2                                         | Corea del Sur | Pabellón Gradski vrt, Osijek, Croacia |  |
|                   |                | ( 25-21, 19-25, 25-21, 23-25, 15-10 ) Reporte |               |                                       |  |

| 1 de agosto 18:00 | Serbia | 2 : 3                                         | Japón | Pabellón Gradski vrt, Osijek, Croacia |  |
|                   |        | ( 23-25, 25-20, 20-25, 25-20, 12-15 ) Reporte |       |                                       |  |

| 1 de agosto 21:00 | Polonia | 3 : 1                                  | México | Pabellón Gradski vrt, Osijek, Croacia |  |
|                   |         | ( 25-11, 25-19, 20-25, 27-25 ) Reporte |        |                                       |  |

| 2 de agosto 15:00 | Estados Unidos | 3 : 0                           | Japón | Pabellón Gradski vrt, Osijek, Croacia |  |
|                   |                | ( 25-22, 25-20, 26-24 ) Reporte |       |                                       |  |

| 2 de agosto 18:00 | Serbia | 3 : 0                           | México | Pabellón Gradski vrt, Osijek, Croacia |  |
|                   |        | ( 25-18, 25-21, 25-17 ) Reporte |        |                                       |  |

| 2 de agosto 21:00 | Polonia | 3 : 0                           | Corea del Sur | Pabellón Gradski vrt, Osijek, Croacia |  |
|                   |         | ( 25-19, 25-23, 25-16 ) Reporte |               |                                       |  |

| 3 de agosto 15:00 | Estados Unidos | 3 : 0                           | México | Pabellón Gradski vrt, Osijek, Croacia |  |
|                   |                | ( 25-19, 25-22, 25-20 ) Reporte |        |                                       |  |

| 3 de agosto 18:00 | Polonia | 3 : 2                                         | Serbia | Pabellón Gradski vrt, Osijek, Croacia |  |
|                   |         | ( 25-13, 25-13, 22-25, 19-25, 15-13 ) Reporte |        |                                       |  |

| 3 de agosto 21:00 | Japón | 3 : 1                                  | Corea del Sur | Pabellón Gradski vrt, Osijek, Croacia |  |
|                   |       | ( 24-26, 25-18, 25-19, 25-19 ) Reporte |               |                                       |  |

| 5 de agosto 15:00 | México | 0 : 3                           | Japón | Pabellón Gradski vrt, Osijek, Croacia |  |
|                   |        | ( 14-25, 11-25, 13-25 ) Reporte |       |                                       |  |

| 5 de agosto 18:00 | Serbia | 2 : 3                                         | Corea del Sur | Pabellón Gradski vrt, Osijek, Croacia |  |
|                   |        | ( 25-27, 16-25, 25-13, 25-19, 11-15 ) Reporte |               |                                       |  |

| 5 de agosto 21:00 | Estados Unidos | 3 : 1                                  | Polonia | Pabellón Gradski vrt, Osijek, Croacia |  |
|                   |                | ( 23-25, 25-16, 25-22, 25-15 ) Reporte |         |                                       |  |

| 6 de agosto 15:00 | México | 0 : 3                           | Corea del Sur | Pabellón Gradski vrt, Osijek, Croacia |  |
|                   |        | ( 16-25, 16-25, 22-25 ) Reporte |               |                                       |  |

| 6 de agosto 18:00 | Estados Unidos | 3 : 2                                        | Serbia | Pabellón Gradski vrt, Osijek, Croacia |  |
|                   |                | ( 25-15, 18-25, 25-19, 19-25, 15-7 ) Reporte |        |                                       |  |

| 6 de agosto 21:00 | Polonia | 1 : 3                                  | Japón | Pabellón Gradski vrt, Osijek, Croacia |  |
|                   |         | ( 25-20, 19-25, 15-25, 21-25 ) Reporte |       |                                       |  |

### Clasificación del 17.° al 24.° lugar
|  | Cuartos de final (17.° al 24.°) | Cuartos de final (17.° al 24.°) | Cuartos de final (17.° al 24.°) |        |        | Semifinales (17.° al 20.°) | Semifinales (17.° al 20.°) | Semifinales (17.° al 20.°) |  |        | Final (17.° puesto) | Final (17.° puesto) | Final (17.° puesto) |  |
|  |                                 |                                 |                                 |        |        |                            |                            |                            |  |        |                     |                     |                     |  |
|  |                                 |                                 |                                 |        |        |                            |                            |                            |  |        |                     |                     |                     |  |
|  | 5A                              | Chile                           | 1                               |        |        |                            |                            |                            |  |        |                     |                     |                     |  |
|  | 5A                              | Chile                           | 1                               |        |        |                            |                            |                            |  |        |                     |                     |                     |  |
|  | 6C                              | Canadá                          | 3                               |        |        |                            |                            |                            |  |        |                     |                     |                     |  |
|  | 6C                              | Canadá                          | 3                               |        | Canadá | Canadá                     | 0                          |                            |  |        |                     |                     |                     |  |
|  |                                 |                                 |                                 |        | Canadá | Canadá                     | 0                          |                            |  |        |                     |                     |                     |  |
|  |                                 |                                 | México                          | México | 3      |                            |                            |                            |  |        |                     |                     |                     |  |
|  | 5B                              | Alemania                        | México                          | México | 3      | 0                          |                            |                            |  |        |                     |                     |                     |  |
|  | 5B                              | Alemania                        |                                 |        |        |                            |                            |                            |  |        |                     |                     |                     |  |
|  | 6D                              | México                          | 3                               |        |        |                            |                            |                            |  |        |                     |                     |                     |  |
|  | 6D                              | México                          | 3                               |        |        |                            |                            |                            |  | México | México              | 0                   |                     |  |
|  |                                 |                                 |                                 |        |        |                            |                            |                            |  | México | México              | 0                   |                     |  |
|  |                                 |                                 | Serbia                          | Serbia | 3      |                            |                            |                            |  |        |                     |                     |                     |  |
|  | 5C                              | Perú                            | Serbia                          | Serbia | 3      | 3                          |                            |                            |  |        |                     |                     |                     |  |
|  | 5C                              | Perú                            |                                 |        |        |                            |                            |                            |  |        |                     |                     |                     |  |
|  | 6A                              | Camerún                         | 0                               |        |        |                            |                            |                            |  |        |                     |                     |                     |  |
|  | 6A                              | Camerún                         | 0                               |        | Perú   | Perú                       | 0                          |                            |  |        |                     |                     |                     |  |
|  |                                 |                                 |                                 |        | Perú   | Perú                       | 0                          |                            |  |        |                     |                     |                     |  |
|  |                                 |                                 | Serbia                          | Serbia | 3      |                            |                            |                            |  |        |                     |                     |                     |  |
|  | 5D                              | Serbia                          | Serbia                          | Serbia | 3      | 3                          |                            |                            |  |        |                     |                     |                     |  |
|  | 5D                              | Serbia                          |                                 |        |        |                            |                            |                            |  |        |                     |                     |                     |  |
|  | 6B                              | Nigeria                         | 0                               |        |        |                            |                            |                            |  |        |                     |                     |                     |  |
|  | 6B                              | Nigeria                         | 0                               |        |        |                            |                            |                            |  |        |                     |                     |                     |  |
|  |                                 |                                 |                                 |        |        |                            |                            |                            |  |        |                     |                     |                     |  |

| 7 de agosto 17:00 | Alemania | 0 : 3                           | México | Pabellón Gradski vrt, Osijek, Croacia                   |                                                         |
|                   |          | ( 19-25, 22-25, 24-26 ) Reporte |        | Árbitro(s): Hani Sannan (KSA), Naglaa Abd Elrahim (EGY) | Árbitro(s): Hani Sannan (KSA), Naglaa Abd Elrahim (EGY) |

| 7 de agosto 20:00 | Serbia | 3 : 0                        | Nigeria | Pabellón Gradski vrt, Osijek, Croacia |  |
|                   |        | ( 25-0, 25-0, 25-0 ) Reporte |         |                                       |  |

| 7 de agosto 21:00 | Chile | 1 : 3                                  | Canadá | Pick Aréna, Szeged, Hungría |  |
|                   |       | ( 19-25, 25-27, 25-16, 23-25 ) Reporte |        |                             |  |

| 7 de agosto 21:05 | Perú | 3 : 0                           | Camerún | Pick Aréna, Szeged, Hungría |  |
|                   |      | ( 25-18, 25-18, 25-22 ) Reporte |         |                             |  |

#### Semifinales del 21.° al 23.° puesto
| 9 de agosto 21:05 | Chile | 2 : 3                                         | Alemania | Pick Aréna, Szeged, Hungría |  |
|                   |       | ( 25-22, 12-25, 19-25, 25-20, 11-15 ) Reporte |          |                             |  |

| 9 de agosto | Camerún | 3 : 0                        | Nigeria | Pick Aréna, Szeged, Hungría |  |
|             |         | ( 25-0, 25-0, 25-0 ) Reporte |         |                             |  |

#### Semifinales del 17.° al 20.° puesto
| 9 de agosto 17:00 | Canadá | 0 : 3                           | México | Pabellón Gradski vrt, Osijek, Croacia |  |
|                   |        | ( 21-25, 15-25, 23-25 ) Reporte |        |                                       |  |

| 9 de agosto 20:00 | Perú | 0 : 3                           | Serbia | Pabellón Gradski vrt, Osijek, Croacia |  |
|                   |      | ( 12-25, 19-25, 18-25 ) Reporte |        |                                       |  |

#### Partido por el 23.° puesto
| 10 de agosto | Chile | 3 : 0                        | Nigeria | Pick Aréna, Szeged, Hungría |  |
|              |       | ( 25-0, 25-0, 25-0 ) Reporte |         |                             |  |

#### Partido por el 21.° puesto
| 10 de agosto 21:00 | Camerún | 0 : 3                           | Alemania | Pick Aréna, Szeged, Hungría |  |
|                    |         | ( 11-25, 15-25, 17-25 ) Reporte |          |                             |  |

#### Partido por el 19.° puesto
| 10 de agosto 17:00 | Canadá | 3 : 0                           | Perú | Pabellón Gradski vrt, Osijek, Croacia |  |
|                    |        | ( 25-21, 25-20, 25-21 ) Reporte |      |                                       |  |

#### Partido por el 17.° puesto
| 10 de agosto 20:00 | México | 0 : 3                           | Serbia | Pabellón Gradski vrt, Osijek, Croacia |  |
|                    |        | ( 26-28, 17-25, 23-25 ) Reporte |        |                                       |  |

### Play-offs 9.° al 16.° puesto
|  | Cuartos de final 9.° al 16° | Cuartos de final 9.° al 16° |         |               | Semifinal 9.° al 12.° | Semifinal 9.° al 12.° |  |           | Final por el 9.° puesto | Final por el 9.° puesto |  |
|  |                             |                             |         |               |                       |                       |  |           |                         |                         |  |
|  |                             |                             |         |               |                       |                       |  |           |                         |                         |  |
|  | República Dominicana        | 0                           |         |               |                       |                       |  |           |                         |                         |  |
|  | República Dominicana        | 0                           |         |               |                       |                       |  |           |                         |                         |  |
|  | Argentina                   | 3                           |         |               |                       |                       |  |           |                         |                         |  |
|  | Argentina                   | 3                           |         | Argentina     | 3                     |                       |  |           |                         |                         |  |
|  |                             |                             |         | Argentina     | 3                     |                       |  |           |                         |                         |  |
|  |                             |                             | Polonia | 2             |                       |                       |  |           |                         |                         |  |
|  | Egipto                      | 1                           | Polonia | 2             |                       |                       |  |           |                         |                         |  |
|  | Egipto                      | 1                           |         |               |                       |                       |  |           |                         |                         |  |
|  | Polonia                     | 3                           |         |               |                       |                       |  |           |                         |                         |  |
|  | Polonia                     | 3                           |         |               |                       |                       |  | Argentina | 3                       |                         |  |
|  |                             |                             |         |               |                       |                       |  | Argentina | 3                       |                         |  |
|  |                             |                             | China   | 0             |                       |                       |  |           |                         |                         |  |
|  | Hungría                     | 2                           | China   | 0             |                       |                       |  |           |                         |                         |  |
|  | Hungría                     | 2                           |         |               |                       |                       |  |           |                         |                         |  |
|  | Corea del Sur               | 3                           |         |               |                       |                       |  |           |                         |                         |  |
|  | Corea del Sur               | 3                           |         | Corea del Sur | 1                     |                       |  |           |                         |                         |  |
|  |                             |                             |         | Corea del Sur | 1                     |                       |  |           |                         |                         |  |
|  |                             |                             | China   | 3             |                       |                       |  |           |                         |                         |  |
|  | Puerto Rico                 | 1                           | China   | 3             |                       |                       |  |           |                         |                         |  |
|  | Puerto Rico                 | 1                           |         |               |                       |                       |  |           |                         |                         |  |
|  | China                       | 3                           |         |               |                       |                       |  |           |                         |                         |  |
|  | China                       | 3                           |         |               |                       |                       |  |           |                         |                         |  |
|  |                             |                             |         |               |                       |                       |  |           |                         |                         |  |

| 9 de agosto 15:00 | Egipto | 1 : 3                                  | Polonia | Pick Aréna, Szeged, Hungría |  |
|                   |        | ( 12-25, 27-25, 17-25, 17-25 ) Reporte |         |                             |  |

| 9 de agosto 15:05 | Puerto Rico | 1 : 3                                  | China | Pick Aréna, Szeged, Hungría |  |
|                   |             | ( 23-25, 21-25, 25-17, 20-25 ) Reporte |       |                             |  |

| 9 de agosto 18:00 | Hungría | 2 : 3                                        | Corea del Sur | Pick Aréna, Szeged, Hungría |  |
|                   |         | ( 22-25, 25-16, 18-25, 25-17,14-16 ) Reporte |               |                             |  |

| 9 de agosto 18:05 | República Dominicana | 0 : 3                           | Argentina | Pick Aréna, Szeged, Hungría                              |                                                          |
|                   |                      | ( 22-25, 23-25, 20-25 ) Reporte |           | Árbitro(s): Doszhan Ualkhanov (KAZ), Yavuz Akdemir (TUR) | Árbitro(s): Doszhan Ualkhanov (KAZ), Yavuz Akdemir (TUR) |

#### Semifinales del 9.° al 12.° puesto
| 10 de agosto 18:00 | Polonia | 2 : 3                                        | Argentina | Pick Aréna, Szeged, Hungría |  |
|                    |         | ( 25-19, 23-25, 21-25, 25-21, 8-15 ) Reporte |           |                             |  |

| 10 de agosto 18:05 | Corea del Sur | 1 : 3                                  | China | Pick Aréna, Szeged, Hungría |  |
|                    |               | ( 25-18, 17-25, 21-25, 24-26 ) Reporte |       |                             |  |

#### Semifinales del 13.° al 16.° puesto
| 10 de agosto 15:00 | Egipto | 2 : 3                                         | República Dominicana |  |  |
|                    |        | ( 25-21, 17-25, 20-25, 25-13, 13-15 ) Reporte |                      |  |  |

| 10 de agosto 15:05 | Hungría | 1 : 3                                  | Puerto Rico |  |  |
|                    |         | ( 25-27, 23-25, 25-17, 23-25 ) Reporte |             |  |  |

#### Partido por el 15.° puesto
| 11 de agosto 15:05 | Egipto | 1 : 3                                  | Hungría | Pick Aréna, Szeged, Hungría |  |
|                    |        | ( 18-25, 25-23, 17-25, 12-25 ) Reporte |         |                             |  |

#### Partido por el 13.° puesto
| 11 de agosto 18:05 | República Dominicana | 3 : 2                                         | Puerto Rico | Pick Aréna, Szeged, Hungría |  |
|                    |                      | ( 20-25, 22-25, 25-18, 25-18, 15-12 ) Reporte |             |                             |  |

#### Partido por el 11.° puesto
| 11 de agosto 15:00 | Polonia | 0 : 3                           | Corea del Sur | Pick Aréna, Szeged, Hungría |  |
|                    |         | ( 21-25, 18-25, 23-25 ) Reporte |               |                             |  |

#### Partido por el 9.° puesto
| 11 de agosto 18:00 | Argentina | 3 : 0                           | China | Pick Aréna, Szeged, Hungría |  |
|                    |           | ( 25-23, 25-19, 25-21 ) Reporte |       |                             |  |

### Play-offs
|  | Octavos de final | Octavos de final     | Octavos de final |           |                | Cuartos de final | Cuartos de final | Cuartos de final |  |                | Semifinales    | Semifinales | Semifinales |  |                | Final          | Final | Final |  |
|  |                  |                      |                  |           |                |                  |                  |                  |  |                |                |             |             |  |                |                |       |       |  |
|  |                  |                      |                  |           |                |                  |                  |                  |  |                |                |             |             |  |                |                |       |       |  |
|  | 1D               | Estados Unidos       | 3                |           |                |                  |                  |                  |  |                |                |             |             |  |                |                |       |       |  |
|  | 1D               | Estados Unidos       | 3                |           |                |                  |                  |                  |  |                |                |             |             |  |                |                |       |       |  |
|  | 4B               | República Dominicana | 0                |           |                |                  |                  |                  |  |                |                |             |             |  |                |                |       |       |  |
|  | 4B               | República Dominicana | 0                |           | Estados Unidos | Estados Unidos   | 3                |                  |  |                |                |             |             |  |                |                |       |       |  |
|  |                  |                      |                  |           | Estados Unidos | Estados Unidos   | 3                |                  |  |                |                |             |             |  |                |                |       |       |  |
|  |                  |                      | Brasil           | Brasil    | 2              |                  |                  |                  |  |                |                |             |             |  |                |                |       |       |  |
|  | 2A               | Argentina            | Brasil           | Brasil    | 2              | 1                |                  |                  |  |                |                |             |             |  |                |                |       |       |  |
|  | 2A               | Argentina            |                  |           |                |                  |                  |                  |  |                |                |             |             |  |                |                |       |       |  |
|  | 3C               | Brasil               | 3                |           |                |                  |                  |                  |  |                |                |             |             |  |                |                |       |       |  |
|  | 3C               | Brasil               | 3                |           |                |                  |                  |                  |  | Estados Unidos | Estados Unidos | 3           |             |  |                |                |       |       |  |
|  |                  |                      |                  |           |                |                  |                  |                  |  | Estados Unidos | Estados Unidos | 3           |             |  |                |                |       |       |  |
|  |                  |                      | Italia           | Italia    | 1              |                  |                  |                  |  |                |                |             |             |  |                |                |       |       |  |
|  | 1C               | Italia               | Italia           | Italia    | 1              | 3                |                  |                  |  |                |                |             |             |  |                |                |       |       |  |
|  | 1C               | Italia               |                  |           |                |                  |                  |                  |  |                |                |             |             |  |                |                |       |       |  |
|  | 4A               | Egipto               | 0                |           |                |                  |                  |                  |  |                |                |             |             |  |                |                |       |       |  |
|  | 4A               | Egipto               | 0                |           | Italia         | Italia           | 3                |                  |  |                |                |             |             |  |                |                |       |       |  |
|  |                  |                      |                  |           | Italia         | Italia           | 3                |                  |  |                |                |             |             |  |                |                |       |       |  |
|  |                  |                      | Croacia          | Croacia   | 2              |                  |                  |                  |  |                |                |             |             |  |                |                |       |       |  |
|  | 2B               | Croacia              | Croacia          | Croacia   | 2              | 3                |                  |                  |  |                |                |             |             |  |                |                |       |       |  |
|  | 2B               | Croacia              |                  |           |                |                  |                  |                  |  |                |                |             |             |  |                |                |       |       |  |
|  | 3D               | Polonia              | 2                |           |                |                  |                  |                  |  |                |                |             |             |  |                |                |       |       |  |
|  | 3D               | Polonia              | 2                |           |                |                  |                  |                  |  |                |                |             |             |  | Estados Unidos | Estados Unidos | 3     |       |  |
|  |                  |                      |                  |           |                |                  |                  |                  |  |                |                |             |             |  | Estados Unidos | Estados Unidos | 3     |       |  |
|  |                  |                      | Turquía          | Turquía   | 2              |                  |                  |                  |  |                |                |             |             |  |                |                |       |       |  |
|  | 2C               | Bulgaria             | Turquía          | Turquía   | 2              | 3                |                  |                  |  |                |                |             |             |  |                |                |       |       |  |
|  | 2C               | Bulgaria             |                  |           |                |                  |                  |                  |  |                |                |             |             |  |                |                |       |       |  |
|  | 3A               | Hungría              | 0                |           |                |                  |                  |                  |  |                |                |             |             |  |                |                |       |       |  |
|  | 3A               | Hungría              | 0                |           | Bulgaria       | Bulgaria         | 1                |                  |  |                |                |             |             |  |                |                |       |       |  |
|  |                  |                      |                  |           | Bulgaria       | Bulgaria         | 1                |                  |  |                |                |             |             |  |                |                |       |       |  |
|  |                  |                      | Turquía          | Turquía   | 3              |                  |                  |                  |  |                |                |             |             |  |                |                |       |       |  |
|  | 1B               | Turquía              | Turquía          | Turquía   | 3              | 3                |                  |                  |  |                |                |             |             |  |                |                |       |       |  |
|  | 1B               | Turquía              |                  |           |                |                  |                  |                  |  |                |                |             |             |  |                |                |       |       |  |
|  | 4D               | Corea del Sur        | 2                |           |                |                  |                  |                  |  |                |                |             |             |  |                |                |       |       |  |
|  | 4D               | Corea del Sur        | 2                |           |                |                  |                  |                  |  | Turquía        | Turquía        | 3           |             |  |                |                |       |       |  |
|  |                  |                      |                  |           |                |                  |                  |                  |  | Turquía        | Turquía        | 3           |             |  |                |                |       |       |  |
|  |                  |                      | Japón            | Japón     | 0              |                  |                  |                  |  |                |                |             |             |  |                |                |       |       |  |
|  | 2D               | Japón                | Japón            | Japón     | 0              | 3                |                  |                  |  |                |                |             |             |  |                |                |       |       |  |
|  | 2D               | Japón                |                  |           |                |                  |                  |                  |  |                |                |             |             |  |                |                |       |       |  |
|  | 3B               | Puerto Rico          | 0                |           |                |                  |                  |                  |  |                |                |             |             |  |                |                |       |       |  |
|  | 3B               | Puerto Rico          | 0                |           | Japón          | Japón            | 3                |                  |  |                |                |             |             |  |                |                |       |       |  |
|  |                  |                      |                  |           | Japón          | Japón            | 3                |                  |  |                |                |             |             |  |                |                |       |       |  |
|  |                  |                      | Tailandia        | Tailandia | 2              |                  |                  |                  |  |                |                |             |             |  |                |                |       |       |  |
|  | 1A               | China                | Tailandia        | Tailandia | 2              | 2                |                  |                  |  |                |                |             |             |  |                |                |       |       |  |
|  | 1A               | China                |                  |           |                |                  |                  |                  |  |                |                |             |             |  |                |                |       |       |  |
|  | 4C               | Tailandia            | 3                |           |                |                  |                  |                  |  |                |                |             |             |  |                |                |       |       |  |
|  | 4C               | Tailandia            | 3                |           |                |                  |                  |                  |  |                |                |             |             |  |                |                |       |       |  |
|  |                  |                      |                  |           |                |                  |                  |                  |  |                |                |             |             |  |                |                |       |       |  |

#### Octavos de final
| 7 de agosto 12:00 | Estados Unidos | 3 : 0                           | República Dominicana | Pabellón Gradski vrt, Osijek, Croacia |  |
|                   |                | ( 25-15, 25-15, 26-24 ) Reporte |                      |                                       |  |

| 7 de agosto 15:00 | Turquía | 3 : 2                                         | Corea del Sur | Pabellón Gradski vrt, Osijek, Croacia |  |
|                   |         | ( 25-16, 23-25, 20-25, 25-21, 15-10 ) Reporte |               |                                       |  |

| 7 de agosto 15:00 | China | 2 : 3                                         | Tailandia | Pick Aréna, Szeged, Hungría |  |
|                   |       | ( 33-31, 25-16, 16-25, 17-25, 12-15 ) Reporte |           |                             |  |

| 7 de agosto 15:05 | Italia | 3 : 0                          | Egipto | Pick Aréna, Szeged, Hungría |  |
|                   |        | ( 25-15, 25-21, 25-9 ) Reporte |        |                             |  |

| 7 de agosto 18:00 | Croacia | 3 : 2                                         | Polonia | Pabellón Gradski vrt, Osijek, Croacia |  |
|                   |         | ( 21-25, 25-10, 14-25, 25-19, 16-14 ) Reporte |         |                                       |  |

| 7 de agosto 18:00 | Bulgaria | 3 : 0                           | Hungría | Pick Aréna, Szeged, Hungría |  |
|                   |          | ( 25-17, 25-19, 25-18 ) Reporte |         |                             |  |

| 7 de agosto 18:05 | Argentina | 1 : 3                                  | Brasil | Pick Aréna, Szeged, Hungría                                         |                                                                     |
|                   |           | ( 15-25, 21-25, 25-15, 19-25 ) Reporte |        | Árbitro(s): Yavuz Akdemir (TUR), Raquel Fernanda Maia Portela (POR) | Árbitro(s): Yavuz Akdemir (TUR), Raquel Fernanda Maia Portela (POR) |

| 7 de agosto 21:00 | Japón | 3 : 0                           | Puerto Rico | Pabellón Gradski vrt, Osijek, Croacia |  |
|                   |       | ( 25-18, 25-21, 25-21 ) Reporte |             |                                       |  |

#### Cuartos de final
| 9 de agosto 12:00 | Japón | 3 : 2                                         | Tailandia | Pabellón Gradski vrt, Osijek, Croacia |  |
|                   |       | ( 25-20, 20-25, 25-20, 27-29, 15-10 ) Reporte |           |                                       |  |

| 9 de agosto 15:00 | Bulgaria | 1 : 3                                 | Turquía | Pabellón Gradski vrt, Osijek, Croacia |  |
|                   |          | ( 22-25, 25-27, 25-22, 7-25 ) Reporte |         |                                       |  |

| 9 de agosto 18:00 | Italia | 3 : 2                                         | Croacia | Pabellón Gradski vrt, Osijek, Croacia |  |
|                   |        | ( 22-25, 21-25, 25-20, 25-14, 15-13 ) Reporte |         |                                       |  |

| 9 de agosto 21:00 | Estados Unidos | 3 : 2                                         | Brasil | Pabellón Gradski vrt, Osijek, Croacia |  |
|                   |                | ( 21-25, 25-19, 25-19, 23-25, 15-11 ) Reporte |        |                                       |  |

#### Semifinales del 5.° al 8.° puesto
| 10 de agosto 12:00 | Bulgaria | 1 : 3                                  | Tailandia | Pabellón Gradski vrt, Osijek, Croacia |  |
|                    |          | ( 16-25, 19-25, 25-16, 18-25 ) Reporte |           |                                       |  |

| 10 de agosto 18:00 | Croacia | 3 : 2                                         | Brasil | Pabellón Gradski vrt, Osijek, Croacia |  |
|                    |         | ( 25-17, 18-25, 22-25, 25-19, 15-11 ) Reporte |        |                                       |  |

#### Partido por el 7.° puesto
| 11 de agosto 12:00 | Brasil | 3 : 1                                  | Bulgaria | Pabellón Gradski vrt, Osijek, Croacia |  |
|                    |        | ( 25-23, 25-16, 25-27, 25-19 ) Reporte |          |                                       |  |

#### Partido por el 5.° puesto
| 11 de agosto 15:00 | Croacia | 3 : 0                           | Tailandia | Pabellón Gradski vrt, Osijek, Croacia |  |
|                    |         | ( 25-15, 25-19, 25-23 ) Reporte |           |                                       |  |

#### Semifinales
| 10 de agosto 15:00 | Turquía | 3 : 0                           | Japón | Pabellón Gradski vrt, Osijek, Croacia |  |
|                    |         | ( 25-16, 25-12, 25-19 ) Reporte |       |                                       |  |

| 10 de agosto 21:00 | Italia | 1 : 3                                  | Estados Unidos | Pabellón Gradski vrt, Osijek, Croacia |  |
|                    |        | ( 18-25, 22-25, 25-20, 15-25 ) Reporte |                |                                       |  |

#### Partido por el 3.º puesto
| 11 de agosto 18:00 | Italia | 3 : 2                                         | Japón | Pabellón Gradski vrt, Osijek, Croacia |  |
|                    |        | ( 19-25, 25-14, 22-25, 25-23, 16-14 ) Reporte |       |                                       |  |

#### Final
| 11 de agosto 21:00 | Estados Unidos | 3 : 2                                         | Turquía | Pabellón Gradski vrt, Osijek, Croacia |  |
|                    |                | ( 20-25, 23-25, 25-22, 25-16, 15-10 ) Reporte |         |                                       |  |